# Montpeyroux (Hérault)
Montpeyroux – miejscowość i gmina we Francji, w regionie Oksytania, w departamencie Hérault.
Według danych na rok 1990 gminę zamieszkiwało 947 osób, a gęstość zaludnienia wynosiła 42 osoby/km² (wśród 1545 gmin Langwedocji-Roussillon Montpeyroux plasuje się na 357. miejscu pod względem liczby ludności, natomiast pod względem powierzchni na miejscu 323.).